# Randolph (Vermont)
Randolph es un pueblo ubicado en el condado de Orange en el estado estadounidense de Vermont. En el año 2010 tenía una población de 4.778 habitantes y una densidad poblacional de 38,5 personas por km².

## Geografía
Randolph se encuentra ubicado en las coordenadas 43°57′7″N 72°39′54″O / 43.95194, -72.66500.

## Demografía
Según la Oficina del Censo en 2000 los ingresos medios por hogar en la localidad eran de $41,283 y los ingresos medios por familia eran $50,756. Los hombres tenían unos ingresos medios de $31,353 frente a los $25,160 para las mujeres. La renta per cápita para la localidad era de $20,591. Alrededor del 7.9% de la población estaba por debajo del umbral de pobreza.